# 张皓宸
张皓宸（1990年4月15日—），出生于四川省成都市，毕业于四川大学锦城学院。中国当代作家、插画师、编剧。2010年，出版个人小说集《回忆是眼睛里的海》。2014年出版短篇小说合集《你是最好的自己》。2015年4月，出版小说集《我与世界只差一个你》，2015年11月，出版短篇小说合辑《谢谢自己够勇敢》。

## 人生经历
- 2010年出版个人第一本小说《回忆是眼睛的海》。
- 2013年与电台主持人杨杨共同创作主题为“那些你很冒险的梦”的卫生纸漫画而受到人们的关注。
- 2014年，出版《你是最好的自己》，该书获得当当网新书榜、京东全网青春文学类第一名，销量超过100万册。4月，与林俊杰共同参加综艺节目《我爱记歌词》。同年12月，凭借短篇小说合集《你是最好的自己》获得第六届报喜鸟新锐艺术人物盛典文学领域新锐奖。
- 2015年，出版短篇故事合集《我与和世界只差一个你》，4月24日，参加湖南卫视综艺节目《天天向上》。同年与杨杨举办“你是最好的自己”插画展11月出版书籍《谢谢自己够勇敢》。
- 2016年，荣登中国90后作家排行榜榜首[2]。3月，宣布电影《我与世界，只差一个你》立项，并且担任编剧。随后参加中央电视台《艺术人生》暑期档特别节目《人生课堂》，与百岁老人马识途对话[3]。2016年年末，与白举纲，吴镇宇，张晓龙共同参加的综艺节目《闪亮的爸爸》第二季在泸西县正式开拍。

## 作品

### 出版书籍
- 《回忆是眼睛的海》
- 《你是最好的自己》
- 《我与世界只差一个你》（台灣由春天出版發行）
- 《谢谢自己够勇敢》
- 《听你的》
- 《后来时间都与你有关》
- 《最初之前》

### 短篇小说
- 《迷茫先生》
- 《总要有荒唐的人事，来完整你的人生》
- 《在爱和旅行里，寻找不同的自己》
- 《这一路的我爱你都有美好结局》
- 《喜欢你是一场漫长的失恋》
- 《世上的所有坚持，都是因为热爱》
- 《他不是你喜欢的那种人，却是你喜欢的那个人》
- 《人生中那些舍不得的东西》
- 《再无晴朗天气，就自己成为风景》
- 《随手转发正能量》
- 《没在一起挺好的》
- 《我们都过了耳听爱情的年纪》
- 《身为一个胖子》
- 《亲爱的，好自为之》

## 外部連結
- 张皓宸的新浪微博